# Episkopianá
Episkopianá (Episkopiana) är en ort i Grekland.   Den ligger i prefekturen Nomós Kerkýras och regionen Joniska öarna, i den västra delen av landet, 400 km nordväst om huvudstaden Aten. Episkopianá ligger 136 meter över havet och antalet invånare är 261. Den ligger på ön Korfu.
Terrängen runt Episkopianá är kuperad västerut, men åt sydväst är den platt. Havet är nära Episkopianá åt nordost. Runt Episkopianá är det ganska tätbefolkat, med 104 invånare per kvadratkilometer. Närmaste större samhälle är Korfu, 13,9 km norr om Episkopianá. I omgivningarna runt Episkopianá växer i huvudsak blandskog.